# Hannes Wader
Hannes Wader (ur. 23 czerwca 1942 w Bielefeld) – niemiecki wokalista, gitarzysta i autor piosenek.
Tworzy pieśni oparte głównie na niemieckiej muzyce ludowej. Twórca tekstów, często wykonujący także wiersze poetów, takich jak Joseph von Eichendorff.
W latach 1977–1991 był członkiem Niemieckiej Partii Komunistycznej. Poglądy lewicowe często przewijają się w jego twórczości muzycznej.

## Dyskografia
- 1969 – Hannes Wader singt (Conträr)
- 1971 – Ich hatte mir noch so viel vorgenommen (Mercury)
- 1972 – 7 Lieder (Mercury)
- 1974 – Der Rattenfänger (Mercury)
- 1974 – Plattdeutsche Lieder (Mercury)
- 1975 – Volkssänger (Mercury)
- 1976 – Kleines Testament (Mercury)
- 1977 – Hannes Wader singt Arbeiterlieder (Mercury)
- 1978 – Hannes Wader singt Shanties (Mercury)
- 1979 – Wieder unterwegs (Pläne-ARIS)
- 1980 – Es ist an der Zeit (Pläne-ARIS)
- 1982 – Dass nichts bleibt wie es war (nagranie koncertowe) (Pläne-ARIS)
- 1983 – Nicht nur ich allein (Pläne-ARIS)
- 1985 – Glut am Horizont (Pläne-ARIS)
- 1986 – Liebeslieder (Pläne-ARIS)
- 1987 – Bis jetzt (nagranie koncertowe) (Mercury)
- 1989 – Nach Hamburg (Mercury)
- 1990 – Hannes Wader singt Volkslieder (Mercury)
- 1991 – Nie mehr zurück (Mercury)
- 1992 – Schon so lang „'62 – '92” (Kompilacja) (Mercury)
- 1992 – Blick zurück – Das Beste aus den 80er Jahren (Kompilacja) (Pläne-ARIS)
- 1995 – Zehn Lieder (Pläne-ARIS)
- 1996 – Liebe, Schnaps, Tod – Wader singt Bellman (z Reinhard Mey i Klaus Hoffmann) (Pläne-ARIS)
- 1997 – An dich hab ich gedacht – Wader singt Schubert (Pläne-ARIS)
- 1998 – Auftritt: Hannes Wader (nagranie koncertowe z Klaus Weiland i Benjamin Huellenkremer) (Pläne-ARIS)
- 1999 – Der Poet (Kompilacja / 2 CD) (Mercury)
- 1999 – Der Rebell (Kompilacja / 2 CD) (Mercury)
- 1999 – Der Volkssänger (Kompilacja / 2 CD) (Mercury)
- 2001 – Was für eine Nacht (nagranie koncertowe z Konstantin Wecker) (Pläne)
- 2001 – Wünsche (Pläne)
- 2003 – Mey Wader Wecker – das Konzert (Pläne-ARIS)
- 2004 – ...und es wechseln die Zeiten (Pläne-ARIS)
- 2004 – Wein auf Lebenszeit – Hannes Wader liest Kurt Kusenberg (Hörbuch) (Pläne-ARIS)
- 2005 – Jahr für Jahr (Pläne-ARIS)
- 2006 – Mal angenommen (Pläne-ARIS)
- 2007 – Neue Bekannte (Pläne-ARIS)